# 專利特許證

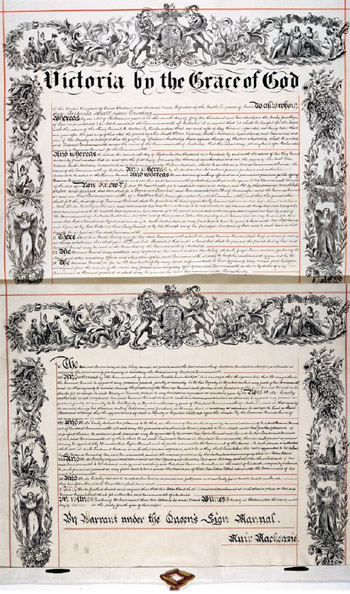
1900年维多利亚女王签发的君主制诰，在澳大利亚联邦建立的时候设立澳大利亚总督职位，作为君主不在澳大利亚时的代表，代行澳大利亚宪法下的国家元首职责。

專利特許證或稱專利證書是由國家或者國家元首簽發的法律文書，以一頁公開信模式授權、設立及確立某官方組織、授予某人某种特殊权利、以至授予某人职位、地位或头衔。现代的发明专利发源于專利特許證制度，所谓“专利”指发明人以此获得特别权利。在论述英联邦王国以君主名义发出的特許證时，特别是与发明专利无关的特許證，也称为“君主制诰”、“皇室制誥”或者一般仅针对英国本身的殖民地使用的“英皇制誥”。

## 种类
现代各国的專利特許證来源于英国的君主制诰，其英文名称直译是“公开文书”的意思，所以此类制诰仅用于颁布需要对公众公开的任命、授予、设立等。与之对应的是非公開文書（英語：letters close），意思為只准收信人讀的君主密诏（a closed letter）。
历史上，君主制诰原来的用途之一是用于授予发明人发明专利。最早知名的專利特許證是由英王亨利六世在1449年授權John of Utynamwhich彩色玻璃製造術一個20年專利。在现代，发明专利已发展成国际性的知识产权体系，因此的简称便成为发明专利的专用通称，对应的中文名词是“专利”。在许多国家，发明专利证书不再称为“特许证”（letters patent），而是“（发明）专利注册证书”（patent registration certificate）或类似名称。
因此，现代所称專利特許證通常是指发明专利证书以外的政府特许证，功能包括授予城鎮正式的城市或市镇地位及相应徽章、正式设立某官方机构或組織、任命重要官职、以至设立新的政府問責職位等。

## 格式

### 君主制诰
英联邦王国的君主制诰通常由以下致意開始，「To all to whom these presents shall come, Greeting」，或是「To all to whom these Presents shall come or whom the same may in any way concern, GREETING:」。此开头下面再详述此文书所设立、授予、任命的机构、权利和职位等。
英联邦王国君主或作为君主代表的總督，可以受予的皇室特權簽發君主制诰或皇室制誥（英語：Letters Patent from the Crown），可無須經立法程序成為行政命令，甚至制憲性法律文件。例如，英联邦王国及其属地的总督一般通过君主制诰委任，而君主制诰列出君主赋予总督的权限，实际上规定了当地政府的组织和运作。例如，殖民时代的香港《英皇制誥》是规定当时香港总督及其政府权力和运作的宪政性文件。而澳大利亚联邦虽然拥有成文《宪法》，但其总督的职权也是很大程度上由君主制诰所规定，因此澳大利亚的历次君主制诰也被认为是澳大利亚宪法的组成部分。

### 发明专利证书
现代各国的发明专利证书格式大有所异，有些国家的证书（例如美国）接近传统君主制诰的格式，多数（特别是完全没有特许证或君主制诰传统的国家）则完全不同。